# Verdicchio dei Castelli di Jesi classico
Le Verdicchio dei Castelli di Jesi classico est un vin blanc italien de la région Marches doté d'une appellation DOC depuis le 11 août 1968. Seuls ont droit à la DOC les vins blancs récoltés à l'intérieur de l'aire de production définie par le décret.
Le Verdicchio dei Castelli di Jesi classico répond à un cahier des charges moins exigeant que le Verdicchio dei Castelli di Jesi classico riserva, essentiellement en relation avec le vieillissement, et le Verdicchio dei Castelli di Jesi classico superiore. 

## Aire de production

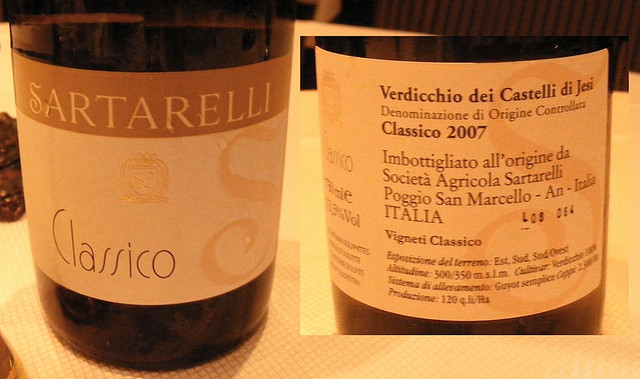
DOC Verdicchio dei Castelli di Jesi classico de Poggio San Marcello

Les vignobles autorisés se situent dans les provinces  d’Ancône et de Macerata dans les communes de  Apiro, Belvedere Ostrense, Castelbellino, Castelplanio, Cupramontana, Maiolati Spontini, Mergo, Montecarotto, Monte Roberto, Morro d'Alba, Poggio San Marcello, Rosora, San Marcello, San Paolo di Jesi, Serra de' Conti, Staffolo ainsi qu'en partie dans les communes de Arcevia et Serra San Quirico. Cette zone appelée classico se trouve près de la rivière Esino.

## Caractéristiques organoleptiques
- couleur : jaune paille
- odeur : caractéristique, délicat, frais
- saveur : sec, frais, légèrement amer (amarognolo)

Le Verdicchio dei Castelli di Jesi classico se déguste à une température comprise entre 10 et 12 °C.  Il se gardera 2 - 4  ans.

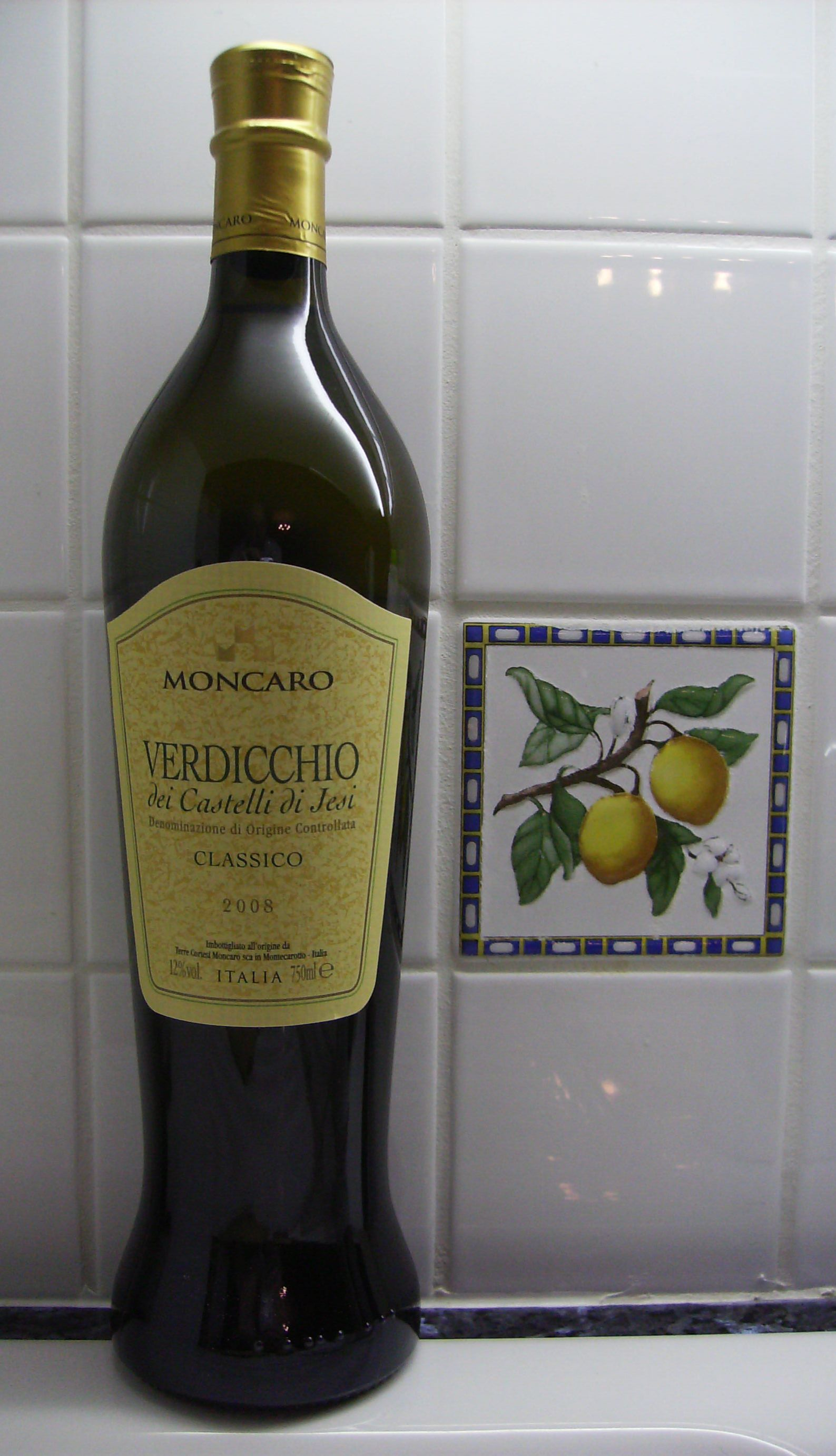
Bouteille de Verdicchio dei Castelli di Jesi classico de Montecarotto

## Production
Province, saison, volume en hectolitres :
- Ancona  (1990/91)  128185,05
- Ancona  (1991/92)  154905,0
- Ancona  (1992/93)  160810,0
- Ancona  (1993/94)  138789,05
- Ancona  (1995/96)  135046,0
- Ancona  (1996/97)  145205,02
- Macerata  (1990/91)  10253,56
- Macerata  (1991/92)  14625,84
- Macerata  (1992/93)  11829,44
- Macerata  (1994/95)  10732,92
- Macerata  (1995/96)  12438,2
- Macerata  (1996/97)  13043,38